# T31
T31 var SJ:s littera på två diesellok som byggdes 1951 åt Stockholm-Nynäs Järnväg, men övertogs av SJ 1958 respektive 1961. Det nya litterat blev då T8. När littereringssystemet förnyades fick loken litterat T31. Loken slopades 1969.